# Uncasville, Connecticut
Uncasville är en by i sydöstra Montville, som i sin tur är en town i New England i New London County, Connecticut, USA. By är en vanlig benämning på kommunfria områden (unincorporated areas) i Connecticut som den egna benämningen till trots inte har någon fristående juridisk existens särskild från de towns de ligger i.
Byn ligger vid mynningen till Oxoboxofloden. Namnet Uncasville används numera för hela den östra delen av Montville eftersom den delar postnummer med Uncasville.

## Namnet
Namnet kommer från moheganhövdingen Uncas (ca 1588–ca 1683) som tack vare sin allians med de engelska kolonisatörerna och narragansetterna under pequotkriget ledde sitt folk till en ledande ställning bland stammarna i regionen.

## Geografi
Uncasville ligger i sydöstra Montville nära den plats där floderna Oxoboxo och Thames flyter samman. Hela den västra delen av Montville som ligger på Thames västra sida har Uncasvilles postnummer. Den delen av Montville kallas även den för Uncasville. Enligt USA:s folkräkningsbyrå är Uncasville officiellt en del av Oxoboxoflodens census-designated place. 

## Historia
I sin skrivelse "Final Determination [...]" 1994 erkände indianbyrån (BIA) Moheganstammen som den stam som ägde urminnes hävd till platsen. Som en följd av det antog kongressen samma år "Mohegan Nation (Connecticut) Land Claim Settlement Act." Den gav staten rätt att sätta land under förvaltning i nordöstra Montville i syfte att ge Moheganstammen ett reservat. Stammen byggde därefter Mohegan Sun Casino 1996 och byggde sedan även Mohegan Sun Arena 2001.

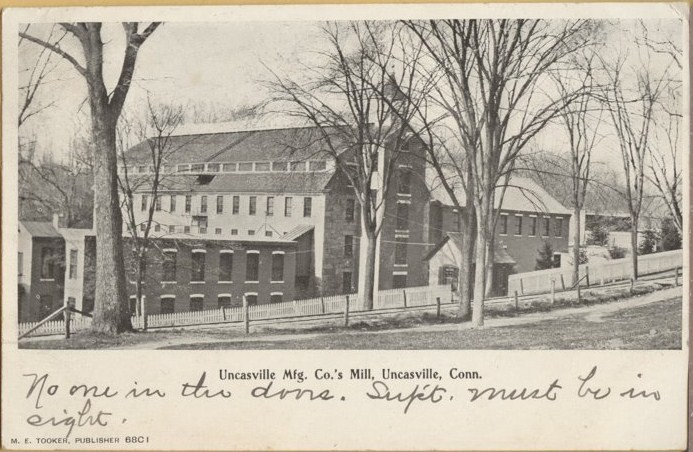
Uncasville spinneri 1906

Uncasville var hem åt USA:s första spinneri. Det drevs av "The Uncasville Manufacturing Corporation" som bröderna John och Arthur Schofields grundade 1653 vid Oxoboxoflodens mynning. Företaget fortsatte med sin verksamhet ända in på 1900-talet.

## Mohegan Sun
Mohegan Sun-kasinot som öppnade 1996 har vuxit till ett av världens största. Det dryga 23 000 m2 stora kasinot har utvidgats och är numera del av ett helt underhållningskomplex som innefattar ett lyxhotell, en teater och cirka 50 restauranger och 35 affärer.

### Underhållning och sport

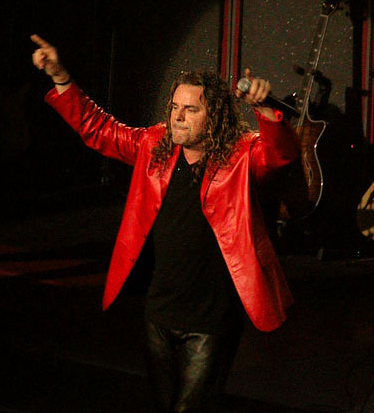
Maná på scen i Uncasville 2007

Både MMA-organisationerna Bellator och UFC har anordnat galor på Mohegan Sun. 
Av artister som framträtt vid Mohegan Sun kan nämnas bland andra:
- Wu-Tang Clan
- En Vogue
- Michael Bolton
- Maná